# Krummenpfahl

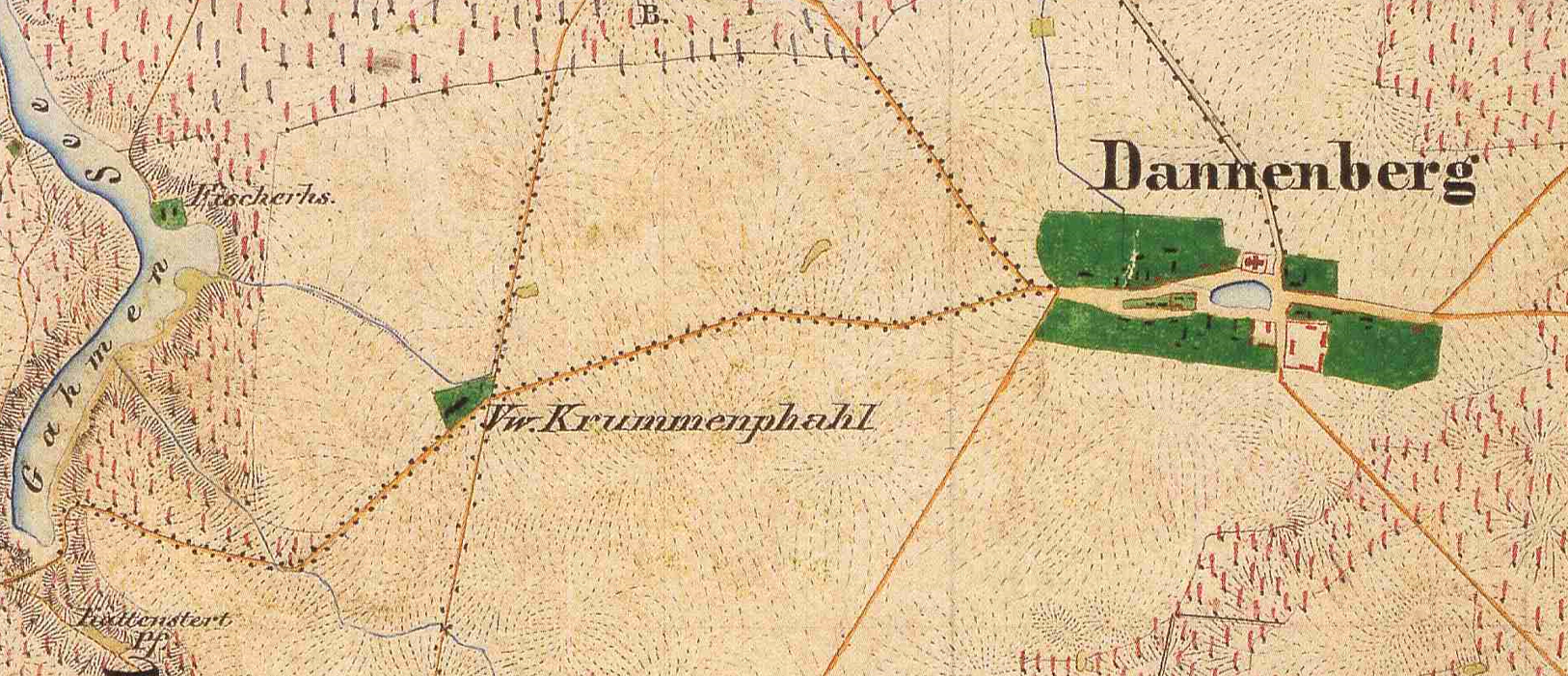
Ortsteil Dannenberg/Mark, Gemeindeteil Krummenpfahl und Wohnplatz Fischerhaus (abgegangen), Gemeinde Falkenberg, Ausschnitt aus dem Urmesstischblatt 3249 Heckelberg von 1844

Krummenpfahl ist ein Gemeindeteil von Dannenberg/Mark, einem Ortsteil der Gemeinde Falkenberg im Landkreis Märkisch-Oderland (Brandenburg). Der Ort entstand aus einem um 1735 vom Rittergut in Dannenberg/Mark angelegten Vorwerk.

## Lage
Krummenpfahl liegt rund 2,2 km westsüdwestlich vom Ortskern von Dannenberg/Mark. Etwa 2,2 km Luftlinie westlich von Krummenpfahl liegt Gersdorf und etwa 3 km südöstlich Torgelow. Der Ort ist über die Fortsetzung der Straße Zum See direkt von Dannenmark/Mark zu erreichen. Er liegt auf 91 m ü. NHN.

## Geschichte
Das Vorwerk ist 1735 auf den krummen Stücken angelegt worden. Eine andere Nennung von 1735 lautet auf Krumme Pfahl. Eine Schäferei ist im Schmettauschen Kartenwerk noch nicht verzeichnet. Im Urmesstischblatt 3249 Heckelberg von 1844 erscheint es als Vw. Krummenphal. 1871 hatte Krummenpfahl acht Einwohner; dort stand ein Wohnhaus. Nach dem Gemeindelexikon von 1888 (Stand: 1885) hatte das eine Wohnhaus in Krummenpfahl zwei Bewohner, 1895 sieben Einwohner. 1900 und 1925/27 bestand in Krummenpfahl lediglich eine Schäferei. Im zugehörigen Wohnhaus wohnten sechs Menschen.
Nach dem Zweiten Weltkrieg wurde das Gut enteignet und in Krummenpfahl wurden viele Umsiedler angesiedelt. Krummenpfahl nahm nun die Größe eines Dorfes an.
1957 entstand bereits eine erste LPG Typ III in Krummenpfahl. Bis 1960 war noch eine zweite LPG vom Typ I entstanden; sie hatte 16 Mitglieder und bewirtschaftete 80 ha landwirtschaftliche Nutzfläche. Die erste LPG Typ III hatte 1960 24 Mitglieder und trieb 207 ha landwirtschaftliche Nutzfläche um. 1965 wurden beide LPGs in Krummenpfahl miteinander vereinigt. Nur vier Jahre später folgte die Vereinigung der LPG Krummenpfahl und der LPG Torgelow mit der LPG Dannenberg.

## Kommunale Zugehörigkeit
Das Vorwerk Krummenpfahl wurde um 1735 durch den Besitzer des Rittergutes in Dannenberg angelegt. 1871 gehörte es aber zum Gutsbezirk Köthen (oder Cöthen). Die Gemeindelexika von 1888 und 1898 listen Krummenpfahl allerdings dann unter dem Gutsbezirk Dannenberg auf. 1928 wurde der Gutsbezirk Dannenberg aufgelöst und Krummenpfahl in die Gemeinde Dannenberg/Mark eingemeindet. 1950 und 1957 war Krummenpfahl als Wohnplatz, 1964 und 1973 als Ortsteil von Dannenberg/Mark verzeichnet. Dannenberg/Mark bildete 1992 mit acht anderen Gemeinden den Verwaltungsverbund Amt Falkenberg-Höhe. Zum 31. Dezember 2001 vereinigten sich die Gemeinden Dannenberg/Mark, Falkenberg (Mark) und Kruge/Gersdorf zur neuen Gemeinde Falkenberg. Seitdem ist Dannenberg/Mark ein Ortsteil der amtsangehörigen Gemeinde Falkenberg im Landkreis Märkisch-Oderland (Brandenburg). Krummenpfahl hat den kommunalpolitischen Status eines Gemeindeteils von Dannenberg/Mark.